# Bobzin
Bobzin es un municipio situado en el distrito de Ludwigslust-Parchim, en el estado federado de Mecklemburgo-Pomerania Occidental (Alemania), a una altitud de 43 metros. Su población a finales de 2016 era de 256 habs. y su densidad poblacional, 42 hab/km².